# Aaron Long
Aaron Ray Long (ur. 12 października 1992 w Oak Hills) – amerykański piłkarz występujący na pozycji środkowego obrońcy w amerykańskim klubie Los Angeles FC oraz w reprezentacji Stanów Zjednoczonych.

## Kariera klubowa

### New York Red Bulls
10 marca 2016 podpisał kontrakt z rezerwami klubu New York Red Bulls. Zadebiutował 26 marca 2016 w meczu USL Championship przeciwko Toronto FC II (2:2). Pierwszą bramkę zdobył 20 czerwca 2016 w meczu ligowym przeciwko Orlando City SC B (2:2). W sezonie 2016 jego zespół zdobył mistrzostwo USL Championship.
16 września 2016 został przesunięty do pierwszego składu. Zadebiutował 17 sierpnia 2016 w meczu fazy grupowej Ligi Mistrzów CONCACAF przeciwko Alianza FC (1:1). W Major League Soccer zadebiutował 6 marca 2017 w meczu przeciwko Atlanta United FC (1:2). Pierwszą bramkę zdobył 3 września 2017 w meczu ligowym przeciwko FC Dallas (2:2).

## Kariera reprezentacyjna

### Stany Zjednoczone
W 2018 roku otrzymał powołanie do reprezentacji Stanów Zjednoczonych. Zadebiutował 16 października 2018 w meczu towarzyskim przeciwko reprezentacji Peru (1:1). Pierwszą bramkę zdobył 22 czerwca 2019 w meczu Złotego Pucharu CONCACAF 2019 przeciwko reprezentacji Trynidadu i Tobago (6:0). 7 lipca 2019 wystąpił w finale Złotego Pucharu CONCACAF 2019, w którym jego reprezentacja przegrała z reprezentacją Meksyku (0:1) i zdobyła srebrny medal.

## Statystyki

### Klubowe
(aktualne na dzień 14 stycznia 2021)
| Klub                          | Sezon              | Liga                | Liga  | Liga   | Puchar kraju | Puchar kraju | CONCACAF | CONCACAF | Suma  | Suma   |
| Klub                          | Sezon              | Liga                | Mecze | Bramki | Mecze        | Bramki       | Mecze    | Bramki   | Mecze | Bramki |
| ----------------------------- | ------------------ | ------------------- | ----- | ------ | ------------ | ------------ | -------- | -------- | ----- | ------ |
| Sacramento Republic FC (wyp.) | 2014               | USL Championship    | 2     | 0      | 0            | 0            | –        | –        | 2     | 0      |
| Sacramento Republic FC (wyp.) | Ogólnie            | Ogólnie             | 2     | 0      | 0            | 0            | 0        | 0        | 2     | 0      |
| Orange County SC (wyp.)       | 2014               | USL Championship    | 3     | 0      | 0            | 0            | –        | –        | 3     | 0      |
| Orange County SC (wyp.)       | Ogólnie            | Ogólnie             | 3     | 0      | 0            | 0            | 0        | 0        | 3     | 0      |
| Seattle Sounders FC II        | 2014               | USL Championship    | 2     | 0      | 0            | 0            | –        | –        | 2     | 0      |
| Seattle Sounders FC II        | 2015               | USL Championship    | 28    | 1      | 2            | 0            | –        | –        | 30    | 1      |
| Seattle Sounders FC II        | Ogólnie            | Ogólnie             | 30    | 1      | 2            | 0            | 0        | 0        | 32    | 1      |
| New York Red Bulls II         | 2016               | USL Championship    | 26    | 4      | 0            | 0            | –        | –        | 26    | 4      |
| New York Red Bulls II         | Ogólnie            | Ogólnie             | 26    | 4      | 0            | 0            | 0        | 0        | 26    | 4      |
| New York Red Bulls            | 2017               | Major League Soccer | 34    | 1      | 5            | 0            | 5        | 0        | 44    | 1      |
| New York Red Bulls            | 2018               | Major League Soccer | 38    | 3      | 1            | 1            | 6        | 0        | 45    | 4      |
| New York Red Bulls            | 2019               | Major League Soccer | 25    | 2      | 0            | 0            | 4        | 0        | 29    | 2      |
| New York Red Bulls            | 2020               | Major League Soccer | 17    | 2      | –            | –            | –        | –        | 17    | 2      |
| New York Red Bulls            | Ogólnie            | Ogólnie             | 114   | 8      | 6            | 1            | 15       | 0        | 135   | 9      |
| Ogólnie w karierze            | Ogólnie w karierze | Ogólnie w karierze  | 175   | 13     | 8            | 1            | 15       | 0        | 198   | 14     |

### Reprezentacyjne
(aktualne na dzień 14 stycznia 2021)
| Reprezentacja     | Rok     | Mecze | Bramki |
| ----------------- | ------- | ----- | ------ |
| Stany Zjednoczone |         |       |        |
| 2018              | 2       | 0     |        |
| 2019              | 14      | 3     |        |
| 2020              | 2       | 0     |        |
| Ogólnie           | Ogólnie | 18    | 3      |

| Mecze i gole w reprezentacji | Mecze i gole w reprezentacji | Mecze i gole w reprezentacji | Mecze i gole w reprezentacji | Mecze i gole w reprezentacji | Mecze i gole w reprezentacji | Mecze i gole w reprezentacji | Mecze i gole w reprezentacji    |
| Lp.                          | Data                         | Miejsce                      | Gospodarz                    | Gość                         | Wynik                        | Gol                          | Rozgrywki                       |
| ---------------------------- | ---------------------------- | ---------------------------- | ---------------------------- | ---------------------------- | ---------------------------- | ---------------------------- | ------------------------------- |
| 1.                           | 16.10.2018                   | East Hartford                | Stany Zjednoczone            | Peru                         | 1:1                          |                              | Mecz towarzyski                 |
| 2.                           | 20.11.2018                   | Genk                         | Włochy                       | Stany Zjednoczone            | 1:0                          |                              | Mecz towarzyski                 |
| 3.                           | 28.01.2019                   | Glendale                     | Stany Zjednoczone            | Panama                       | 3:0                          |                              | Mecz towarzyski                 |
| 4.                           | 02.02.2019                   | San Jose                     | Stany Zjednoczone            | Kostaryka                    | 2:0                          |                              | Mecz towarzyski                 |
| 5.                           | 21.03.2019                   | Orlando                      | Stany Zjednoczone            | Ekwador                      | 1:0                          |                              | Mecz towarzyski                 |
| 6.                           | 09.06.2019                   | Cincinnati                   | Stany Zjednoczone            | Wenezuela                    | 0:3                          |                              | Mecz towarzyski                 |
| 7.                           | 18.06.2019                   | Saint Paul                   | Stany Zjednoczone            | Gujana                       | 4:0                          |                              | Złoty Puchar CONCACAF 2019      |
| 8.                           | 22.06.2019                   | Cleveland                    | Stany Zjednoczone            | Trynidad i Tobago            | 6:0                          | Gol · Gol                    | Złoty Puchar CONCACAF 2019      |
| 9.                           | 30.06.2019                   | Filadelfia                   | Stany Zjednoczone            | Curaçao                      | 1:0                          |                              | Złoty Puchar CONCACAF 2019      |
| 10.                          | 03.07.2019                   | Nashville                    | Stany Zjednoczone            | Jamajka                      | 3:1                          |                              | Złoty Puchar CONCACAF 2019      |
| 11.                          | 07.07.2019                   | Chicago                      | Stany Zjednoczone            | Meksyk                       | 0:1                          |                              | Złoty Puchar CONCACAF 2019      |
| 12.                          | 06.09.2019                   | East Rutherford              | Stany Zjednoczone            | Meksyk                       | 0:3                          |                              | Mecz towarzyski                 |
| 13.                          | 10.09.2019                   | Saint Louis                  | Stany Zjednoczone            | Urugwaj                      | 1:1                          |                              | Mecz towarzyski                 |
| 14.                          | 15.10.2019                   | Toronto                      | Kanada                       | Stany Zjednoczone            | 2:0                          |                              | Liga Narodów CONCACAF 2019/2020 |
| 15.                          | 15.11.2019                   | Orlando                      | Stany Zjednoczone            | Kanada                       | 4:1                          | Gol                          | Liga Narodów CONCACAF 2019/2020 |
| 16.                          | 19.11.2019                   | George Town                  | Kuba                         | Stany Zjednoczone            | 0:4                          |                              | Liga Narodów CONCACAF 2019/2020 |
| 17.                          | 01.02.2020                   | Carson                       | Stany Zjednoczone            | Kostaryka                    | 1:0                          |                              | Mecz towarzyski                 |
| 18.                          | 09.12.2020                   | Fort Lauderdale              | Stany Zjednoczone            | Salwador                     | 6:0                          |                              | Mecz towarzyski                 |

## Sukcesy

### New York Red Bulls II
- Mistrzostwo USL Championship (1×): 2016

### New York Red Bulls
- MLS Supporters' Shield (1×): 2018

### Reprezentacyjne
- Złoty Puchar CONCACAF (1×): 2019

### Indywidualne
- USL Defender of the Year (1×): 2016[13]
- MLS All-Star (1×): 2018
- MLS Defender of the Year (1×): 2018[14]
- MLS Best XI (1×): 2018[15]
- Najlepsza XI Złotego Pucharu CONCACAF (1×): 2019[16]